# Анисимово (Чердынский район)
Анисимово— деревня в Чердынском районе (городском округе) Пермского края России.

## География
Село расположено в 6 километрах на запад от центра городского округа города Чердынь.

## Климат
Климат умеренно-континентальный с продолжительной холодной и снежной зимой и коротким летом. Снежный покров удерживается 170-190 дней. Средняя высота снежного покрова составляет более 70 см, в лесу около 1 метра. В лесу снег сохраняется до конца мая. Продолжительность безморозного периода примерно 110 дней.

## Достопримечательности
Церковь Илии Пророка. Каменная церковь 1773 г., построенная на средства прихожан, действовала до 1936 года. Здание сохранилось.

## Население
| 2010 |
| ---- |
| 12   |

Постоянное население было 20 человек (2002), все русские, 12 человек ( 2010).                    